# عيسى بن عمر الثقفي
عِيسَى بْنُ عُمَرَ الثَّقَفِيُّ (…- 149 هـ = …- 766 م)، هو نحوي ومقرئ، من أهل البصرة.
هو أبو سليمان عيسى بن عمر الثقفي بالولاء، وهو شيخ الخليل وسيبويه وابن العلاء. ينسب إليه كتابان في النحو، أحدهما: «الجامع»، والآخر: «الإكمال» (أو المكمل)، قال الأنباري: «لم نرهما ولم نر أحداً رآهما». وقيل إن سيبويه صنف كتابه على أساس كتاب «الجامع».